# Austin Thunder
Austin Thunder is een voormalige Amerikaanse voetbalclub uit Austin, Texas. De club werd opgericht in 1987 en opgeheven in 1992.

## Erelijst
- Lone Star Soccer Alliance

Winnaar (1): 1989
Runner up (1): 1991